# Anis Boussaïdi
Anis Boussaïdi (* 10. April 1981 in Le Bardo) ist ein ehemaliger tunesischer Fußballspieler auf der Position eines rechten Außenverteidigers.

## Karriere
Boussaïdi begann seine Karriere bei AS Kasserine und wechselte daraufhin in den Nachwuchsbereich von Stade Tunisien, wo er auch sein Debüt in der Herrenmannschaft gab. Von Tunis wechselte er in die Ukraine zu Metalurh Donezk. Nach zwei Jahren in Donezk, sowie einigen Einsätzen im UEFA-Cup, wechselte er im Winter 2007/08 zu KV Mechelen nach Belgien. Dort konnte er in zehn Einsätzen ein Tor erzielen. Im Juni 2008 wechselte er zu seiner dritten Station in Europa nach Österreich zum FC Red Bull Salzburg. Sein Debüt in der höchsten österreichischen Spielklasse gab er am 9. Juli 2008 beim 6:0 gegen den SV Mattersburg. Am Ende der Saison konnte er mit den Salzburgern den Meistertitel feiern. Boussaïdi wurde insgesamt 28 Mal eingesetzt und erzielte am 10. August 2008 gegen den FK Austria Wien, nach einer Vorlage von Johan Vonlanthen, sein bisher einziges Bundesligator. Im Juli 2010 unterzeichnete er beim griechischen Verein PAOK Thessaloniki, ehe er im Januar 2011 nach Russland zum FK Rostow wechselte. In weiterer Folge ging es für ihn in der Wintertransferzeit 2011/12 zum ukrainischen Klub Tawrija Simferopol, bei dem er bis einschließlich der Saison 2013/14 aktiv war. Nachdem er daraufhin von seinen Pflichten entbunden wurde, verlief sich seine weitere Karriere, wobei ein Karriereende als wahrscheinlich gilt.
International spielte er zwischen 2002 und 2013 mindestens 31 Mal für Tunesien und erzielte dabei ein Tor.